# Sonny Parker (Musiker)
Sonny Parker (* 5. Mai 1925 in Youngstown (Ohio); † 7. Februar 1957 in Pittsburgh) war ein US-amerikanischer Rhythm-and-Blues- und Jazzsänger, Tänzer, Songwriter und Schlagzeuger.
Sonny Parker wuchs in Chicago auf; seine Eltern traten als Vaudeville Duo Butterbeans and Susie auf. Nach diversen Jobs als Tänzer und Sänger in den Clubs von Chicago hatte er 1948 mit einer eigenen Band ein Engagement im Cotton Club von Cincinnati; in seiner Band spielte auch King Kolax; mit ihm nahm er Ende des Jahres in Los Angeles für Columbia auf. 1949 wurde er Mitglied des Orchesters von Lionel Hampton, wo er in seiner restlichen Karriere blieb und für Hits wie „Drinkin´ Wine Spoo-Dee-O-Dee“; „I Almost Lost My Mind“ und „Merry Christmas Baby“ verantwortlich war. Er wirkte auch in dem Musikfilm Lionel Hampton and His Orchestra (1949) und bei Hamptons Aufnahmen dieser Zeit mit. Mit ihm ging er auch zwischen 1953 und 1955 auf mehrere Europatourneen.
Unter eigenem Namen veröffentlichte Parker einige 78er für Label wie Aladdin Records (USA), Spire und Peacock Records (wie Big Maceo Merriweathers „Worried Life Blues“ und seine Eigenkomposition „She Sets My Soul On Fire“, 1952), an denen Musiker des Hampton-Orchesters mitwirkten. Im Mai 1955 erlitt er während eines Konzerts in Valenciennes eine Intrazerebrale Blutung, von der er sich nicht mehr erholte. Er starb am 7. Februar 1957.

## Diskographische Hinweise
- Sonny Parker Complete 1948–1953 (Blue Moon, Kompilation)
- Sonny Parker with Lionel Hampton 1949–1951 (EPM, Kompilation)